# El Semanario Popular
El Semanario Popular fue un publicación española editada en la ciudad de Almería entre 1892 y 1895.

## Historia
Nacido en 1892, sucedía al desaparecido Diario de Almería. Fue fundado y dirigido por el sacerdote Bartolomé Carpente. El diario estaba enfocado principalmente a un público de extracción obrera, llevando de hecho por subtítulo dedicado  especialmente a la clase trabajadora. De línea editorial integrista, el diario fue portavoz de los sectores cercanos a Ramón Nocedal. Terminaría desapareciendo en 1895, víctima de los problemas económicos.